# Scamandra varicolor
Scamandra varicolor är en insektsart som beskrevs av William Lucas Distant 1906. Scamandra varicolor ingår i släktet Scamandra och familjen lyktstritar. Inga underarter finns listade i Catalogue of Life.